# Palaui berkiposzáta
A palaui berkiposzáta (Horornis annae) a verébalakúak (Passeriformes) rendjébe, ezen belül a Cettiidae családba és a Horornis nembe tartozó faj. 14-15 centiméter hosszú. A Palau-szigetek sűrű erdőiben él. Kis gerinctelenekkel táplálkozik. Novembertől decemberig költ.

## Fordítás
- Ez a szócikk részben vagy egészben  a   Palau bush warbler című angol Wikipédia-szócikk fordításán alapul.  Az eredeti cikk szerkesztőit annak laptörténete sorolja fel. Ez a jelzés csupán a megfogalmazás eredetét és a szerzői jogokat jelzi, nem szolgál a cikkben szereplő információk forrásmegjelöléseként.